# Colin Edwards
Colin Edwards II (ur. 27 lutego 1974 roku w Houston w stanie Teksas) – amerykański motocyklista. Dwukrotny mistrz świata serii World Superbike z 2000 i 2002 roku.

## Kariera

### Początki
Colin karierę rozpoczął od startów w motocrossie. Szybko zaczął osiągać sukcesy w krajowych zawodach. W wieku 14 lat postanowił jednak zrezygnować z tej profesji. W roku 1990 uczestniczył wraz z ojcem w wyścigu drogowym, co zainspirowało go do rozpoczęcia kariery wyścigowej. W sezonie 1992 stał się profesjonalnym zawodnikiem, debiutując w amerykańskich wyścigach Superbike. W tym samym roku został mistrzem w klasie 250 cm³. W latach 1993–1994 w najwyższej kategorii zajmował odpowiednio 6. i 5. miejsce w ogólnej punktacji.

### World Superbike (1995–2002)

#### Starty na Yamasze (1995–1997)
W sezonie 1995 Amerykanin zadebiutował w mistrzostwach świata Superbike. Na motocyklu Yamahy uzyskał najszybsze okrążenie wyścigu (na torze Brands Hatch), natomiast podczas zmagań na obiekcie Monza po raz pierwszy stanął na podium, zajmując trzecią lokatę. Zmagania zakończył na 11. pozycji. W drugim roku startów został sklasyfikowany na 6. miejscu (sześciokrotnie stawał na podium). Dwukrotnie sięgnął po pole position (w Australii oraz w Indonezji), jednakże ani razu nie zdołał utrzymać pierwszej lokaty. Rok 1997 stał pod znakiem poważnej kontuzji w piątej eliminacji sezonu, na torze Monza, w wyniku której Colin był zmuszony wycofać się z rywalizacji (zastąpił go Japończyk Noriyuki Haga). Ostatecznie w klasyfikacji generalnej zajął 12. pozycję.

#### Starty na Hondzie (1998–2002)
Wraz z powrotem do zdrowia, Edwards od kolejnego sezonu reprezentował stajnię zaopatrzoną w motocykle Hondy. Na nieszczęśliwym dla siebie włoskim obiekcie po raz pierwszy w karierze stanął na najwyższym stopniu podium, od razu wygrywając dwa wyścigi. Trzecią wygraną uzyskał na brytyjskim Brands Hatch. Sezon zakończył na 5. pozycji.
W roku 1999 był jednym z czołowych kierowców serii, ostatecznie kończąc rywalizację na drugim miejscu (przegrał jedynie z Brytyjczykiem Carlem Fogartym). W ciągu sezonu dziesięciokrotnie stawał na podium, z czego sześć razy na najwyższym stopniu. W sezonie 2000 po raz pierwszy w karierze został mistrzem świata. Jego największym rywalem okazał się Japończyk Noriyuki Haga, który jednak miał wiele problemów, związanych z wykryciem w jego organizmie niedozwolonego środka. Przed ostatnią rundą sezonu Amerykanin prowadził w klasyfikacji, a w związku z karą absencji Japończyka podczas rundy w Wielkiej Brytanii, Colin na tor Brands Hatch jechał jako zdobywca tytułu. Mając na koncie siedem zwycięstw, po raz ósmy triumfował w ostatnim wyścigu sezonu.
W sezonie 2001 "Texas Tornado" utracił tytuł mistrzowski na rzecz Australijczyka Troy Baylissa. W trakcie zmagań czterokrotnie stawał na najwyższym stopniu podium. Rok 2002 był ostatnim w karierze Amerykanina w tej serii. Ponownie jego największym konkurentem okazał się Bayliss, który zdominował pierwszą część sezonu (Edwards odniósł zaledwie dwa zwycięstwa, podczas gdy Troy aż czternaście). Od drugiego wyścigu w USA Colin zanotował jednak aż dziewięć zwycięstw z rzędu. Ostatecznie pokonał Australijczyka różnicą zaledwie jedenastu punktów. Zwyciężył łącznie w jedenastu wyścigach, osiągając rekordową sumę 552 punktów. W całym sezonie tylko w pierwszym wyścigu nie stanął na podium, zajmując czwartą pozycję.

### MotoGP (2003-)

#### Starty na Aprilii (2003)
W roku 2003 Colin postanowił spróbować swych sił w motocyklowych mistrzostwach świata, podpisując kontrakt z włoską ekipą Alice Aprilia. Amerykanin w pierwszym wyścigu uplasował się na szóstej pozycji. Wyścig przebiegał jednak w tragicznych okolicznościach, pod znakiem śmiertelnego wypadku Japończyka Daijirō Katō. W dalszej części sezonu nie radził już sobie tak dobrze, będąc jeszcze tylko czterokrotnie w pierwszej dziesiątce. Za sukces Edwards mógł jednak uznać triumf nad zespołowym partnerem, byłym rywalem z WSBK – Japończykiem Hagą. Ostatecznie zmagania zakończył na 13. miejscu.

#### Starty na Hondzie (2004)
W 2004 Amerykanin dostał szansę startów w konkurencyjnej stajni Telefonica Movistar Honda. Przez cały sezon Colin prezentował równą formę, klasyfikując się w większości wyścigów w czołowej ósemce. Podczas GP Wielkiej Brytanii oraz Kataru po raz pierwszy w karierze stanął na podium, zajmując dwukrotnie drugie miejsce (w obydwu rundach uzyskał najszybsze okrążenie). Rywalizację zakończył na 5. lokacie.

#### Starty na fabrycznej Yamasze (2005–2007)
W 2005 roku Edwards został partnerem czterokrotnego wówczas mistrza świata Valentino Rossiego. Zgodnie z oczekiwaniami "Texas Tornado" pozostał wyraźnie w cieniu wybitnego Włocha, stając zaledwie trzykrotnie na podium (w GP Francji i Holandii był trzeci, natomiast w USA drugi). Spośród siedemnastu wyścigów, tylko w jednym (na rodzimym torze) Colin znalazł się przed Rossim. Był to jednak najlepszy sezon w karierze Amerykanina, który rywalizację zakończył tuż za podium, na 4. lokacie.
W sezonie 2006 zespół zmagał się z szybką degradacją opon przez maszynę YZR-M1. Amerykanin znalazł się na podium w jednym wyścigu, zajmując na technicznym obiekcie Istanbul Park trzecią pozycję. Podczas GP Holandii Colin był bliski zwycięstwa, jednakże w wyniku agresywnej walki z Nicky Haydenem, stracił panowanie nad motocyklem i upadł na deski. Ostatecznie zdołał dojechać na trzynastej lokacie. Nierówny sezon ukończył na 7. miejscu.
Rok 2007 był ostatnim dla Colina w zespole trzech skrzyżowanych kamertonów. Ponownie ekipa miała problemy z zarządzaniem ogumieniem Michelin. Amerykanin osiągnął jednak sukces w postaci dwóch pole position, odpowiednio we Francji (stracił szansę na dobry rezultat, w wyniku błędnej strategii) oraz w Wielkiej Brytanii. Dwukrotnie stawał na podium, po raz pierwszy w drugiej eliminacji na torze w Hiszpanii. Drugi raz w deszczowych warunkach na torze Donington Park. Zdobyte punkty sklasyfikowały go na 9. pozycji.

#### Starty na satelickiej Yamasze (2008–2011)
W sezonie 2008 Edwards stracił posadę w fabrycznej ekipie Yamahy, na rzecz debiutanta Jorge Lorenzo. Sam znalazł się we francuskiej stajni Tech3, używającej motocykli tej firmy. Colin dwukrotnie dojeżdżał na najniższym stopniu podium (we Francji oraz Holandii). Był przy tym lepszy od zespołowego partnera Jamesa Toselanda, który debiutował w tej serii i również był dwukrotnym czempionem WSBK. Sezon ukończył na 7. lokacie.

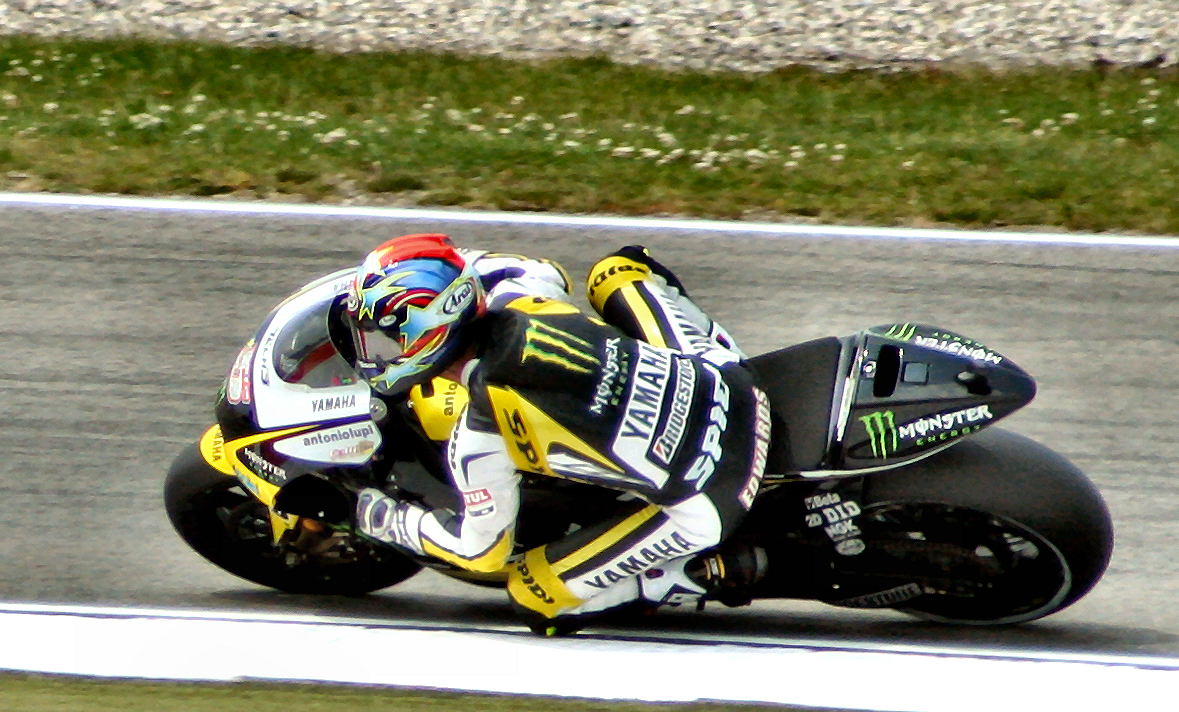
Colin Edwards podczas GP Holandii w 2009 roku

Rok 2009 był jeszcze lepszy w wykonaniu Colina, który okazał się najlepszym satelickim kierowcą w stawce i wyraźnie pokonał Toselanda. W całym sezonie tylko trzykrotnie był poza czołową siódemką (w San Marino zmagań nie ukończył), a podczas GP USA osiągnął jedyne podium, zajmując drugą lokatę. Ostatecznie rywalizację ukończył na wysokim 5. miejscu, pokonując zaledwie jednym punktem fabrycznego kierowcę Hondy – Andreę Dovizioso.
Sezon 2010 był rozczarowujący dla Amerykanina, który pozostał w cieniu swojego partnera i rodaka – debiutanta Bena Spiesa. W trakcie zmagań tylko w jednym wyścigu "Texas Tornado" pokonał "Big Bena" – miało to miejsce na torze Motegi, gdzie Edwards osiągnął również najwyższe w sezonie piąte miejsce. Ostatecznie rywalizację zakończył na 11. miejscu, w porównaniu z szóstą zespołowego partnera. Przystępując do ostatniego sezonu z Tech 3, Edwards dostał do pomocy nowego kolegę zespołowego, Cala Crutchlowa, Brytyjczyk zmienił serię z WSBK na MotoGP. Z ważniejszych wydarzeń na pewno należy wymienić kontuzję obojczyka, jakiej doznał Amerykanin podczas sesji treningowej przed Grand Prix Katalonii, wstawiono jemu tytanową płytkę. Już 9 dni później, w pierwszym wyścigu po powrocie, Edwards zaliczył podium (3. miejsce), wykorzystał upadki czołowych zawodników m.in. Jorge Lorenzo oraz Marco Simoncellego, i fakt, że warunki atmosferyczne były wyjątkowo niesprzyjające (mocno padający deszcz).
Innym, niestety niechlubnym wydarzeniem był wypadek, o którym warto wspomnieć. Brał w nim udział Edwards, Valentino Rossi oraz Marco Simoncelli, ten ostatni nie wyszedł z tego cało i zmarł na skutek poniesionych obrażeń, Edwards natomiast wycofał się z ostatniej rundy sezonu z powodu urazu lewego barku, zastąpił go rodak, Josh Hayes.

#### Kategoria CRT (2012−2013)
2012 i 2013 spędził z teamem CRT, NGM Mobile Forward Racing, który ciągle eksperymentował odnośnie do ram motocykla, wpierw Edwards męczył się z Suterem, a najwyższa pozycja, jaką osiągnął w wyścigu, to 11. miejsce (San Marino). W 2013, po wielu prośbach, Colin dostał wreszcie inną ramę, konkretnie od FTR, o której zawsze wypowiadał z szacunkiem i uznaniem, odrzucił także jednostkę napędową BMW i korzystał z silnika Kawasaki. Najlepszy rezultat przyszedł podczas Grand Prix Barcelony (9. miejsce), Edwards poprawił się o 6 pozycji w generalce względem 2012 i skończył 14, łącznie gromadząc 41 punktów.

#### Powrót na Yamahę M1 (2014-)
Nagrodą za dwa lata spędzone w kategorii CRT miała być umową zawarta pomiędzy NGM a Yamahą na leasingowanie ramy, silnika i wahacza z motocykla Yamaha YZR-M1, coś, o czym sam Edwards wielokrotnie wspominał przy okazji słabszych występów w 2012 i 2013. W sezonie 2014 startował tylko do GP Indianapolis.

### Inne serie wyścigowe

#### Suzuka 8h
Colin oprócz regularnych startów w MotoGP oraz WSBK, brał udział również w wyścigu długodystansowym – Suzuka 8h. Triumfował w niej trzykrotnie – w 1996 z Noriyuki Hagą, w 2000 z Valentino Rossim oraz w sezonie 2002 z Daijirō Katō.

#### Race of Champions
Edwards wziął udział również w dwóch edycjach "Wyścigu Mistrzów" (w roku 2000 i 2002). W drugim podejściu wraz z kierowcami NASCAR – Jimmie Jonhsonem oraz Jeffem Gordonem – wygrał Puchar Narodów.

## Statystyki

### WSBK

#### Poszczególne sezony
| Sezon  | Motocykl | Wyścigi | Zwycięstwa | Podia | PP | NO | Pkt    | Poz. koń. | WCh |
| ------ | -------- | ------- | ---------- | ----- | -- | -- | ------ | --------- | --- |
| 1995   | Yamaha   | 20      | 0          | 2     | 0  | 1  | 141    | 11        | –   |
| 1996   | Yamaha   | 20      | 0          | 7     | 2  | 0  | 248    | 5         | –   |
| 1997   | Honda    | 8       | 0          | 1     | 0  | 1  | 79     | 12        | –   |
| 1998   | Honda    | 24      | 3          | 6     | 0  | 0  | 277.5  | 5         | –   |
| 1999   | Honda    | 26      | 5          | 10    | 2  | 3  | 361    | 2         | –   |
| 2000   | Honda    | 26      | 8          | 12    | 6  | 6  | 400    | 1         | 1   |
| 2001   | Honda    | 25      | 4          | 12    | 0  | 4  | 333    | 2         | –   |
| 2002   | Honda    | 26      | 11         | 25    | 5  | 8  | 552    | 1         | 1   |
| Ogółem | Ogółem   | 175     | 31         | 75    | 15 | 23 | 2391.5 |           | 2   |

#### Wyniki wyścigów
| Rok  | Motocykl | 1     | 1     | 2     | 2       | 3     | 3     | 4       | 4       | 5     | 5     | 6       | 6     | 7       | 7      | 8     | 8      | 9     | 9     | 10     | 10    | 11    | 11    | 12    | 12     | 13    | 13      | Poz. | Pkt |
| Rok  | Motocykl | R1    | R2    | R1    | R2      | R1    | R2    | R1      | R2      | R1    | R2    | R1      | R2    | R1      | R2     | R1    | R2     | R1    | R2    | R1     | R2    | R1    | R2    | R1    | R2     | R1    | R2      | Poz. | Pkt |
| ---- | -------- | ----- | ----- | ----- | ------- | ----- | ----- | ------- | ------- | ----- | ----- | ------- | ----- | ------- | ------ | ----- | ------ | ----- | ----- | ------ | ----- | ----- | ----- | ----- | ------ | ----- | ------- | ---- | --- |
| 1999 | Honda    | RSA 5 | RSA 4 | AUS 3 | AUS 3   | GBR 3 | GBR 1 | ESP Ret | ESP 1   | ITA 2 | ITA 2 | GER Ret | GER 4 | SMR 6   | SMR 7  | USA 4 | USA 5  | EUR 1 | EUR 1 | AUT 1  | AUT 8 | NED 5 | NED 5 | GER 4 | GER 5  | JPN 9 | JPN 9   | 2    | 361 |
| 2000 | Honda    | RSA 1 | RSA 1 | AUS 5 | AUS 5   | JPN 5 | JPN 3 | GBR 1   | GBR Ret | ITA 2 | ITA 1 | GER 4   | GER 2 | SMR Ret | SMR 10 | ESP 5 | ESP 4  | USA 2 | USA 4 | GBR 10 | GBR 6 | NED 1 | NED 5 | GER 1 | GER 1  | GBR 8 | GBR 1   | 1    | 400 |
| 2001 | Honda    | ESP 6 | ESP 4 | RSA 1 | RSA Ret | AUS 1 | AUS C | JPN 12  | JPN 13  | ITA 2 | ITA 2 | GBR 5   | GBR 6 | GER 1   | GER 3  | SMR 3 | SMR 11 | USA 6 | USA 6 | GBR 3  | GBR 5 | GER 1 | GER 2 | NED 3 | NED 10 | ITA 3 | ITA Ret | 2    | 333 |
| 2002 | Honda    | ESP 4 | ESP 3 | AUS 2 | AUS 2   | RSA 2 | RSA 3 | JPN 1   | JPN 2   | ITA 3 | ITA 2 | GBR 1   | GBR 2 | GER 2   | GER 2  | SMR 2 | SMR 2  | USA 3 | USA 1 | GBR 1  | GBR 1 | GER 1 | GER 1 | NED 1 | NED 1  | ITA 1 | ITA 1   | 1    | 552 |

### Motocyklowe Grand Prix

#### Poszczególne sezony
| Sezon  | Klasa  | Motocykl         | Zespół              | Wyścig | Zwycięstwa | Podia | PP | NO | Pkt  | Poz. koń. | WCh |
| ------ | ------ | ---------------- | ------------------- | ------ | ---------- | ----- | -- | -- | ---- | --------- | --- |
| 2003   | MotoGP | Aprilia RS3 Cube | Aprilia             | 16     | 0          | 0     | 0  | 0  | 62   | 13        | –   |
| 2004   | MotoGP | Honda RC211V     | Gresini Racing      | 16     | 0          | 2     | 0  | 2  | 157  | 5         | –   |
| 2005   | MotoGP | Yamaha YZR-M1    | Yamaha Motor Racing | 17     | 0          | 3     | 0  | 1  | 179  | 4         | –   |
| 2006   | MotoGP | Yamaha YZR-M1    | Yamaha Motor Racing | 17     | 0          | 1     | 0  | 0  | 124  | 7         | –   |
| 2007   | MotoGP | Yamaha YZR-M1    | Yamaha Motor Racing | 18     | 0          | 2     | 2  | 0  | 124  | 9         | –   |
| 2008   | MotoGP | Yamaha YZR-M1    | Tech 3              | 18     | 0          | 2     | 1  | 0  | 144  | 7         | –   |
| 2009   | MotoGP | Yamaha YZR-M1    | Tech 3              | 17     | 0          | 1     | 0  | 0  | 161  | 5         | –   |
| 2010   | MotoGP | Yamaha YZR-M1    | Tech 3              | 18     | 0          | 0     | 0  | 0  | 103  | 11        | –   |
| 2011   | MotoGP | Yamaha YZR-M1    | Tech 3              | 15     | 0          | 1     | 0  | 0  | 9    | 109       | –   |
| 2012   | MotoGP | Suter MMX1       | Forward Racing      | 16     | 0          | 0     | 0  | 0  | 27   | 20        | –   |
| 2013   | MotoGP | FTR Kawasaki     | Forward Racing      | 18     | 0          | 0     | 0  | 0  | 41   | 14        | –   |
| 2014   | MotoGP | Forward Yamaha   | Forward Racing      | 10     | 0          | 0     | 0  | 0  | 11   | 22        | –   |
| Ogółem |        |                  |                     | 196    | 0          | 12    | 3  | 3  | 1242 |           | 0   |

#### Poszczególne statystyki
| Klasa  | Sezon   | 1 GP         | 1 Pod                | 1 Win | Wyścig | Zwycięstwa | Podia | PP | NO | Pkt  | WCh |
| ------ | ------- | ------------ | -------------------- | ----- | ------ | ---------- | ----- | -- | -- | ---- | --- |
| MotoGP | od 2003 | 2003 Japonia | 2004 Wielka Brytania | N/A   | 196    | 0          | 12    | 3  | 3  | 1242 | 0   |
| Ogółem |         |              |                      |       | 196    | 0          | 12    | 3  | 3  | 1242 | 0   |

#### Wyniki wyścigów
| Rok  | Klasa  | Motocykl       | 1      | 2      | 3       | 4      | 5       | 6      | 7      | 8      | 9      | 10     | 11     | 12     | 13     | 14     | 15     | 16     | 17     | 18     | Poz. koń. | Punkty |
| ---- | ------ | -------------- | ------ | ------ | ------- | ------ | ------- | ------ | ------ | ------ | ------ | ------ | ------ | ------ | ------ | ------ | ------ | ------ | ------ | ------ | --------- | ------ |
| 2003 | MotoGP | Aprilia        | JPN 6  | RSA NU | ESP 14  | FRA 10 | ITA 9   | ESP NU | NED 7  | GBR 10 | GER 14 | CZE 12 | POR 14 | BRA 13 | PAC 17 | MAL 13 | AUS 16 | VAL 8  |        |        | 13        | 62     |
| 2004 | MotoGP | Honda          | RSA 7  | ESP 7  | FRA 5   | ITA 12 | ESP 5   | NED 6  | BRA 6  | GER 5  | GBR 2  | CZE 7  | POR 9  | JPN NU | QAT 2  | MAL 11 | AUS 4  | VAL 8  |        |        | 5         | 157    |
| 2005 | MotoGP | Yamaha         | ESP 9  | POR 6  | CHN 8   | FRA 3  | ITA 9   | ESP 7  | NED 3  | USA 2  | GBR 4  | GER 8  | CZE 7  | JPN 6  | MAL 10 | QAT 4  | AUS 6  | TUR 7  | VAL 8  |        | 4         | 179    |
| 2006 | MotoGP | Yamaha         | ESP 11 | QAT 9  | TUR 9   | CHN 3  | FRA 6   | ITA 12 | ESP 5  | NED 13 | GBR 6  | GER 12 | USA 9  | CZE 10 | MAL 10 | AUS NU | JPN 8  | POR 4  | VAL 9  |        | 7         | 124    |
| 2007 | MotoGP | Yamaha         | QAT 6  | ESP 3  | TUR NU  | CHN 11 | FRA 12  | ITA 12 | ESP 10 | GBR 2  | NED 6  | GER 4  | USA 11 | CZE NU | RSM 9  | POR 10 | JPN 14 | AUS 9  | MAL 10 | VAL 13 | 9         | 124    |
| 2008 | MotoGP | Yamaha         | QAT 7  | ESP NU | POR 4   | CHN 7  | FRA 3   | ITA 5  | ESP 5  | GBR 4  | NED 3  | GER NU | USA 14 | CZE 14 | RSM 10 | IND 15 | JPN 7  | AUS 8  | MAL 8  | VAL 6  | 7         | 144    |
| 2009 | MotoGP | Yamaha         | QAT 4  | JPN 12 | ESP 7   | FRA 7  | ITA 6   | ESP 7  | NED 4  | USA 7  | GER 9  | GBR 2  | CZE 7  | IND 5  | RSM NU | POR 5  | AUS 5  | MAL 13 | VAL 4  |        | 5         | 161    |
| 2010 | MotoGP | Yamaha         | QAT 8  | ESP 12 | FRA 12  | ITA 13 | GBR 9   | NED 8  | ESP 11 | GER NU | USA 7  | CZE 7  | IND NU | RSM 7  | ESP 12 | JPN 5  | MAL NC | AUS 7  | POR 7  | VAL 12 | 11        | 103    |
| 2011 | MotoGP | Yamaha         | QAT 8  | ESP NU | POR 6   | FRA 13 | CAT DNS | GBR 3  | NED 7  | ITA 9  | GER 10 | USA 8  | CZE 8  | IND 7  | RSM 13 | ARA 13 | JPN 8  | AUS 5  | MAL C  | VAL    | 9         | 109    |
| 2012 | MotoGP | Suter          | QAT 12 | ESP 16 | POR DNS | FRA    | CAT NC  | GBR 16 | NED NU | GER 12 | ITA NU | USA 13 | IND 13 | CZE 13 | RSM 11 | ARA 18 | JPN 13 | MAL NU | AUS NU | VAL 14 | 20        | 27     |
| 2013 | MotoGP | FTR Kawasaki   | QAT NU | AME NU | ESP 15  | FRA 16 | ITA 14  | CAT 9  | NED 17 | GER 13 | USA 12 | IND 13 | CZE 11 | GBR 14 | RSM 12 | ARA 16 | MAL 15 | AUS 12 | JPN 12 | VAL 15 | 14        | 41     |
| 2014 | MotoGP | Forward Yamaha | QAT 9  | AME NU | ARG 20  | ESP NU | FRA 17  | ITA 15 | CAT 18 | NED 22 | GER 20 | IND 13 | CZE    | GBR    | RSM    | ARA    | JPN    | AUS    | MAL    | VAL    | 22        | 11     |